# Caudacalanus mirus
Caudacalanus mirus is een eenoogkreeftjessoort uit de familie van de Arctokonstantinidae. De wetenschappelijke naam van de soort is voor het eerst geldig gepubliceerd in 2008 door Markhaseva & Schulz.